# 張磊 (射擊運動員)
張磊（1977年11月7日—），中國男射擊運動員，河南開封人。

## 生涯
張磊是射擊項目中的三姿步槍和氣步槍運動員，他於1996年至1998年時在北京朝陽區第二少兒業餘體育學校接觸射擊運動，當時他的教練是高嚴兵。隨後的4年，他入選北京射擊二隊，教練為陳世平。2001年，他晉升至北京射擊一隊，張英洲為他的教練。到2005年，張磊被張英洲的提拔下，成為國家射擊隊一員。
在他還是北京隊一員時，他曾贏得全國射擊系統賽第二站的男子團體三姿步槍小項的冠軍及取得男子個人團體三姿小項的亞軍。晉身至國家隊後，他兩度與隊友奪得男子團體團體三姿小項的錦標，並在2005年的賽季打破了全國紀錄。
2006年，張磊在全國射擊系統賽同時奪得了男子團體氣步槍與男子個人團體三姿兩個小項的冠軍。同年7月，他在克羅地亞的世界錦標賽中的男子個人團體三姿小項決賽中，在付加槍以2.3環壓過奧地利的對手，取得銅牌。隨後的男子團體氣步槍以3環的優勢掄元，奪得金牌。12月的多哈亚运会上，張磊先在男子個人臥射小項不敵張付，以1266.8环的总成绩取得銀牌。之後的男子團體三姿步槍小項，他與劉天佑和張付以3494環奪得金牌。
2009年4月，他在射击世界杯北京站比赛中因没有调整好心态致使发挥失常无缘奖牌。